# デイヴ・エヴァンス
デイヴ・エヴァンス(Dave Evans、1953年7月20日 - )は、オーストラリアのロック・シンガー。1973年から1974年にかけてオーストラリアのロック・バンドAC/DCの初代リード・シンガーを務めたことで知られるが、その後も長く様々なバンドやソロ名義で活動を続けている。

## 経歴

### 生い立ち
デイヴ・エヴァンスは、ウェールズ南西部のカーマーゼンに生まれ、5歳の時に家族とともにオーストラリアのクイーンズランド州に移住した。チャーターズタワーズ(Charters Towers, Queensland)で育ち、バンド活動も始めたが、その後シドニーへ移り、1973年にヤング兄弟らとバンドを組むことになった。

### AC/DC
エヴァンスは、アンガス・ヤング、マルコム・ヤング、コリン・バージェス(Colin Burgess)、ラリー・ヴァン・クリート(Larry Van Kriedt)とともに、AC/DCの結成メンバーの一人であった。エヴァンスは1年ほどメンバーであったが、1974年9月ころ、ツアー中の軋轢が高じてマネージャーと殴り合う事態に至り、バンドからの離脱が避けられなくなってしまった。このため、エヴァンスに代わり、当時バンドの器材車のドライバーだったボン・スコットが後任のヴォーカルとなった。
エヴァンスは、AC/DC在籍時には、オーストラリアとニュージーランドでリリースされたシングル盤1枚2曲「Can I Sit Next to You Girl / Rocking In The Parlour」の録音を残している。「Can I Sit Next to You Girl」については、プロモーション・ビデオも作成された。

### AC/DC脱退後
AC/DCを離れたエヴァンスは、ニューカッスルに移り、当地のバンド、ラビット(Rabbit)に、このバンドの結成時のヴォーカルだったグレッグ・ダグラス(Greg Douglas)に代わって参加した。1975年から1977年にかけて、ラビットはシングル盤6枚とアルバム2枚をリリースした。ラビットはワイルドで享楽的なステージで有名になり、2枚目のアルバム『ロックンロール地獄篇 (Too Much Rock'n Roll)』はヨーロッパや日本でも発売され、そこそこの成功を収めたが、1978年にバンドは解散となってしまった。
エヴァンスは他にも、デイヴ・エヴァンス・アンド・ザ・ホット・コカレルズ(Dave Evans & The Hot Cockerels)、サンダー・ダウン・アンダー(Thunder Down Under)といったバンドでも活動した。
2000年、エヴァンスは、初のソロ名義でライブ盤『A Hell Of A Night』をリリースした。これはエヴァンスが、友人でありメルボルンのAC/DCのトリビュートバンドThunderstruckのメンバーでもあるサイモン・クロフト(Simon Croft)の招きに応じて、ボン・スコット没後20周年の記念ギグを行った様子を録音したものである。
エヴァンスは、2005年に、米国のサザン・ロック・バンドモリー・ハチェット(Molly Hatchet)の前座として、ヨーロッパをツアーした。
2006年2月、エヴァンスがかつて所属したラビットやホット・コカレルズのメンバーや、ニューカッスルのロック・ミュージシャンたちをともに録音した、2枚目のソロ・アルバム『Sinner』がリリースされた。このアルバムは好評を得、シングル化された「Sold my Soul to Rock and Roll」はロサンゼルス・ミュージック・アワードのベスト・ロック・ソングに、ノミネートされた。
2008年には、3枚目のソロ・アルバム『Judgement Day』がリリースされた。また、アデレード・インターナショナル・ギター・フェスティバルでThe Party Boysと共演し、その後はビクトリア州出身の十代から二十代前半の若いミュージシャンたちでバンドを編成し、オーストラリア国内で数多くのショーを行っている。

## ディスコグラフィ
AC/DC
- シングル盤「Can I Sit Next to You, Girl / Rockin' In The Parlour」 (1974年)

ラビット Rabbit
- Rabbit (1976年)
- Too Much Rock N Roll (1976年) - 日本盤『ロックンロール地獄篇』(1977年)

サンダー・ダウン・アンダー Thunder Down Under
- Thunder Down Under (1986年)

ソロ
- Hell of a Night featuring Rohan Moran on lead guitar, Simon Croft, rhythm guitar.(2001年)
- Sinner (2006年)
- Judgement Day (2008年)

その他
- "Sellout" - ブラッド・ダスター(Blood Duster)の2003年のアルバム『Blood Duster』収録曲